# Kiềm dương tấn

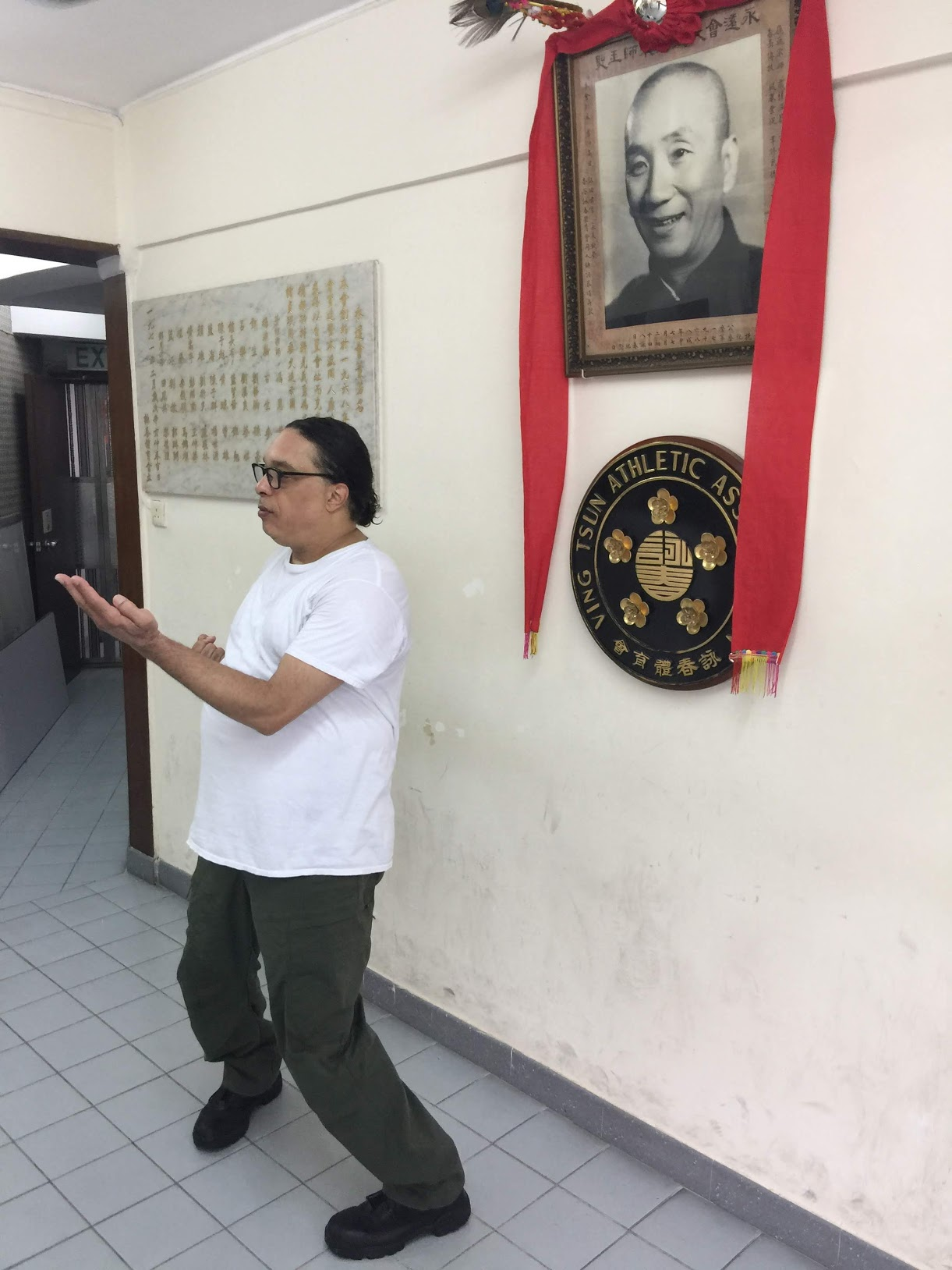
Kiềm Dương tấn

Kiềm dương tấn là một thế tấn đặc thù của Vịnh Xuân quyền, bao gồm hai dạng thức là chính thân kiềm dương và trắc thân kiềm dương. Trong Vịnh Xuân Quyền, tấn pháp còn gọi là Kiềm dương mã tự hay Nhị tự kiềm dương mã được áp dụng thường xuyên nguyên lý chiều cao của tấn tỷ lệ nghịch với độ vững chãi và tỷ lệ thuận với độ linh hoạt, theo đó tấn pháp càng thấp cơ thể càng vững nhưng tính linh hoạt lại giảm. Kiềm dương mã tự cũng không phải là ngoại lệ, việc tập luyện tấn pháp này không nhấn mạnh sự cố định một cao độ của người luyện tập, mà có thể linh động, kết hợp với những bài tập tấn ở nhiều cao độ khác nhau, cả ở những tư thế rất thấp tới mức cơ thể gần như ngồi trên mặt đất.

## Tên gọi
Tấn pháp kiềm dương, với chữ kiềm (鈐) tương đối dễ hiểu là "kìm", "kẹp", "giữ". Nhưng chữ dương có vài cách hiểu khác nhau: "dương" (羊) với nghĩa là con dê, khi đó tấn sẽ được hiểu là thế "kẹp dê", "giữ dê". Theo huyền sử thì Ngũ Mai sư thái đã cho nàng Nghiêm Vịnh Xuân tập chăn dê và tắm cho các con dê bằng cách dùng hai chân kẹp chặt đầu và cổ con vật, từ đó sẽ rèn luyện được nội lực và tấn pháp trước khi bước vào tập võ (bộ phim Vịnh Xuân Quyền do các diễn viên võ thuật như Tạ Đình Phong, Hồng Kim Bảo và Nguyên Bưu đóng, diễn tả ý nghĩa này). Tuy nhiên, theo cách hiểu khác với chữ "dương" (陽) chỉ "mặt trời", "dương tính", "dương khí", "đàn ông", "bộ phận sinh dục của giống đực", kiềm dương tấn là thế tấn duy nhất ở chính diện có đủ kín đáo, do đầu gối hơi khép vào trong và có thể nhanh chóng kẹp chặt hai đùi, để thủ thế và bảo vệ vững chắc trước những đòn tấn công vào hạ bộ, ít nhiều linh hoạt và hiệu quả hơn hẳn trung bình tấn. Đi xa hơn trong suy luận, một số người cho rằng kiềm dương ở đây nhằm mục đích luyện khí, mà luyện khí chủ yếu phải kiềm dương (tiết dục).

## Ý nghĩa
Môn phái Vịnh Xuân khởi phát từ miền Nam Trung Hoa, nơi mọi người thường dùng thuyền như một phương tiện vận chuyển chính, cho nên, các võ sư sáng tổ của Vịnh Xuân Quyền như Đại Hoa Diện Cẩm và các môn đồ của Hồng thuyền hội quán đã tập võ chủ yếu trên thuyền, nơi yêu cầu giữ thăng bằng trở thành cốt tử. Thế tấn chính thân kiềm dương và trắc thân kiềm dương được coi là phương cách tối ưu để giữ thăng bằng.

## Chính thân kiềm dương

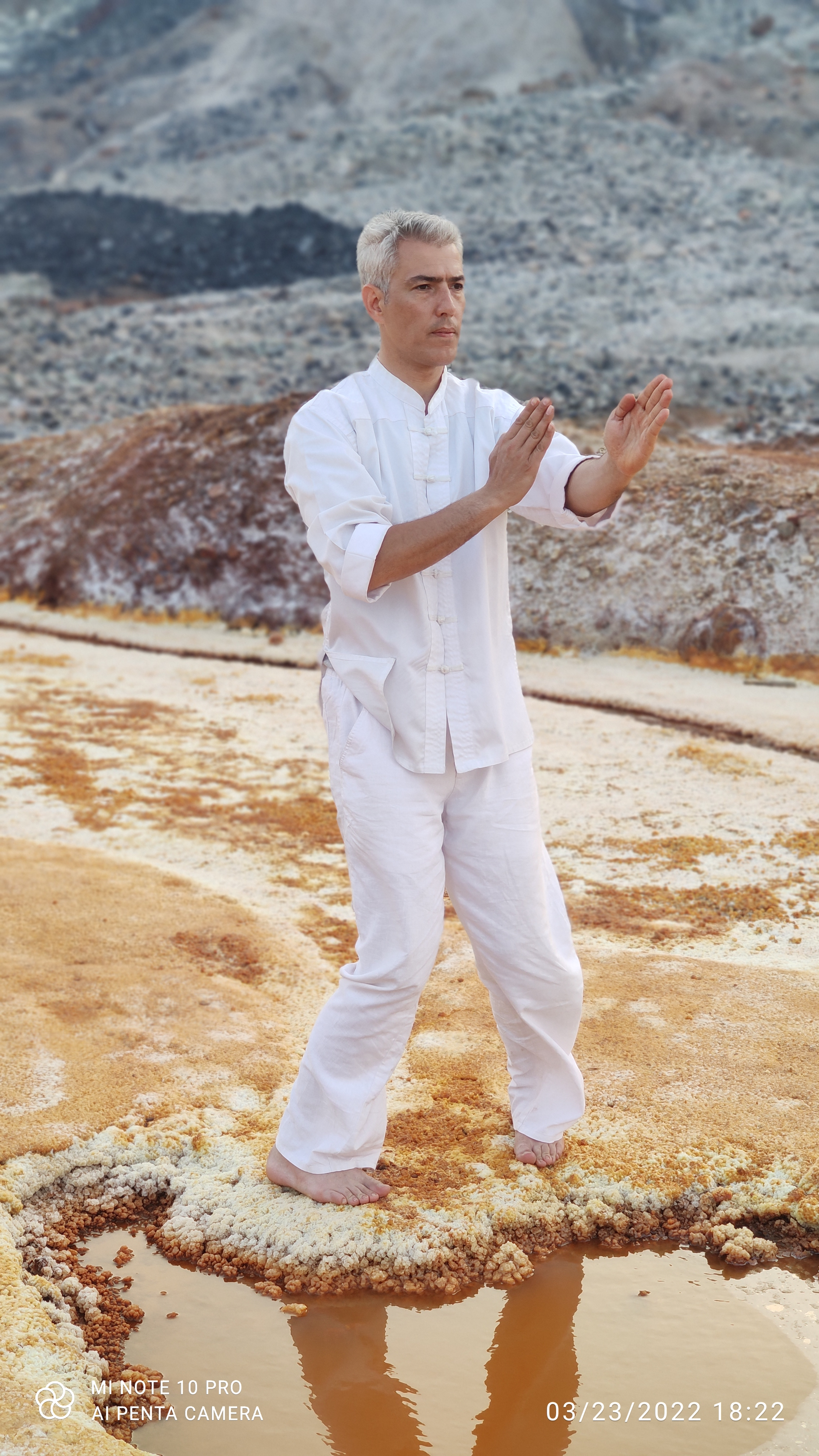
Tư thế đứng tấn trong Vịnh Xuân quyền

Chính thân kiềm dương còn được gọi là Chính thân kiềm dương mã tự, Nhị tự kiềm dương mã, tư thế gần giống với tấn chuẩn bị (lập tấn) của các môn sinh Taekwondo, Karatedo với khoảng cách hai gót chân đều vừa mức với chiều cao và bề ngang của người tập, thường bằng vai hoặc hơi lớn hơn một chút, hai bàn chân gần song song hình chữ nhị (二) với mũi chân hơi hướng vào trong. Chính thân kiềm dương tấn là thế tấn quan trọng bậc nhất của Vịnh Xuân Quyền, đi kèm với sáo lộ Tiểu niệm đầu như cơ bản công và cơ bản kỹ thuật, nó giúp người tập luyện ngay từ những ngày đầu tiên đến với môn phái đã luyện gân chân, làm lỏng và mạnh các khớp, tạo một chân đế vững chắc như mọc rễ vào đất để phục vụ tối đa cho sự thả lỏng phần trên (từ hông lên trở lên) theo nguyên tắc "thượng hư, hạ thực".
Tuy tấn nhấn mạnh vào yêu cầu trụ vững nên buộc phải giảm sự linh động, ít nhiều có thể cản trở cho sự phát huy lực từ trung tâm phát lực (hông eo), nhưng không cản trở đường vận hành của khí xuống chân, và vì vậy không làm giảm đáng kể lực thông xuống chân khi tập tấn tĩnh. Hạ thấp trọng tâm và hơi bẻ cong chân vào để hai đầu gối có một khoảng cách tương đối nhỏ, bằng khoảng nắm tay của người tập. Cơ thể người tập hơi ngửa ra phía sau để giữ cho gót chân, cột sống và đầu được thẳng. Đầu gối cong vào cũng là một cách tiết kiệm sức lực tối đa khi chân giữ trọng lượng cơ thể của người tập. Bởi vậy, chính thân kiềm dương nếu được tập đúng, sau những khó khăn ban đầu, người tập ngày càng có được sự linh hoạt đặc biệt, có thể đá bất kỳ lúc nào mà không cần chuẩn bị, và cú đá sẽ có toàn bộ sức của thân thể khi tấn công vào trung điểm của địch thủ. Thế tấn này cũng được dùng để thủ một cách hữu hiệu.
Do hai mũi bàn chân với ngón cái hơi xoay khép lại thành hình chữ bát (八), thế tấn này còn có thể được gọi là Bát tự kiềm dương (kiềm dương hình chữ bát). Nếu kéo dài chữ "bát" người tập sẽ có một tam giác. Ở đây có những nguyên tắc để xác định góc tạo thành đó là góc nhọn hay góc tù. Đưa chân người tập ra theo trục thẳng trước mặt cho đến khi chân nằm ngang và lấy điểm vuông góc với gót chân là đỉnh của tam giác. Cần đứng đúng cách để để hai chân hướng vào đỉnh này. Trong phần lớn các bài tập tại chỗ của Vịnh Xuân thường dùng chính thân kiềm dương, đặc biệt là sáo lộ đầu tiên Tiểu niệm đầu chỉ sử dụng duy nhất một thế tấn này. Tuy nhiên, trong thực tế chiến đấu ít khi môn sinh sử dụng thế tấn này mà nó thường được phản ứng nhanh sang thế tấn trắc thân kiềm dương, với dụng ý dẫn đòn của đối phương vào khoảng không và phản đòn theo nguyên lý "tiêu đả" (tiêu lực của đối phương và đánh lại).

## Trắc thân kiềm dương
Với ý nghĩa của chữ Trắc (側) là "mặt bên", "bên cạnh", "nghiêng" phản ánh đúng bản chất của thế tấn. Khi đứng ở chính thân kiềm dương, người tập xoay đều hai chân và thân sang một phía sao cho hai mũi chân song song hướng về phía chéo góc khoảng 45 độ, người tập sẽ chuyển sang thế tấn trắc thân kiềm dương. Thế tấn này ít nhiều giống trảo mã tấn của một số môn phái, nhưng không hướng các mũi bàn chân thẳng phía trước và cũng không nhón gót. Hai đầu gối khép vào nhau với khoảng cách giữa chúng vẫn được giữ như ở chính thân kiềm dương. Trọng lượng cơ thể dồn khoảng 70% lên chân sau và khoảng 30% ở chân trước. Khi hạ thấp tấn hơn, người tập cần duỗi chân trước ra phía trước với khoảng cách dài hơn. Trắc thân kiềm dương là thế tấn linh hoạt hơn Chính thân kiềm dương, rất thuận lợi cho tấn công thần tốc mà vẫn có thể phòng thủ kín đáo, vì vậy, trong Vịnh Xuân Quyền thế tấn này được ứng dụng chủ yếu khi thực chiến.